# Moria (Südafrika)
Moria ist ein Ort im Nordosten von Südafrika. Er gehört zur Polokwane Local Municipality im Distrikt Capricorn der Provinz Limpopo.
Der Ort, ein Ortsteil von GaMokwane, hatte 2011 (Volkszählung) bei einer Gemarkungsfläche von etwa 5 Quadratkilometern rund 3000 Einwohner. Er liegt an der Provinzstraße R71, die Polokwane mit dem Kruger-Nationalpark verbindet. Die fast ausschließlich schwarzen Einwohner sprechen hauptsächlich Nord-Sotho.
Moria ist das Zentrum der Zion Christian Church. An den Osterfeiertagen ist Moria ein vielbesuchter Wallfahrtsort, es kommen dann hunderttausende Pilger dort zusammen.